# Grand méchant loup appelle
Pour les articles homonymes, voir Grand méchant loup.
Pour plus de détails, voir Fiche technique et Distribution.
Grand méchant loup appelle (Father Goose) est un film américain de Ralph Nelson, sorti en 1964.

## Synopsis
En 1942, dans les îles du Pacifique, Walter Eckland un navigateur solitaire, ratisseur de plages et grand amateur de Whisky est abordé par son ami le commandant Franck Houghton, de la marine australienne qui lui demande d'espionner les mouvements d'avions japonais depuis une île et d'en rendre compte par radio. Mais Walter refuse préférant profiter de son nouveau yacht gagné aux cartes. Franck fait alors en sorte que le bateau de Walter soit accidentellement endommagé par une collision avec un bâtiment de guerre de sa Majesté. Walter parvient à rapatrier l'île de Mota Lava (évacuée en prévision d'une invasion japonaise). 
Par radio Franck lui promet que si Walter l'aide il révèlera les cachettes où il à fait dissimuler du Whisky à son intention. Acculé Walter se laisse convaincre. Franck lui demande également d'aller sur l'île voisine de Bundy afin de rapatrier un soldat de sa Majesté qui doit le remplacer. 
En arrivant de nuit sur l'île, il y fait la rencontre de la fille de l'ambassadeur de France à Singapour Catherine Freneau et de sept petites filles anglaises et françaises, échouées là à la suite d'un atterrissage forcé. Elle lui apprend que le soldat australien prévu pour le remplacer a été tué.
Seules et sans moyens de survie, elles sont exposées aux fréquentes patrouilles de la marine japonaise. Walter décide alors de les ramener sur son île avec son canot à moteur.
C'est alors que commence la cohabitation avec le ronchon Walter Eckland et les filles. Catherine à tôt fait de réquisitionner la cabane de Walter pour elle et ses petites protégées et de cacher ses bouteilles de Whisky. Contraint de se réfugier dans son yacht échoué, Walter commence à le réparer. Après quelques jours passés ensemble Catherine et Walter tombés amoureux décident de se marier. Un aumônier militaire procède à leur union par radio quand surgit un chasseur ennemi qui les mitraille.
Peu après, une frégate japonaise en approche envoie sur l'île une escouade de soldats avec pour mission de s'emparer des fugitifs, mais Walter qui a remis à flot son yacht, prend le large seul pour faire diversion. Un sous-marin américain venu les chercher observe impuissant la destruction du yacht de Walter par le bâtiment ennemi, puis le torpille.
Les filles et Catherine ayant pris place dès le début de la poursuite dans le petit canot à moteur sont saines et sauves. Walter, projeté à l'eau par l'explosion, est sauf lui aussi.

## Fiche technique
- Titre original : Father Goose
- Titre français : Grand méchant loup appelle
- Réalisation : Ralph Nelson
- Scénario : Peter Stone, Frank Tarloff, d'après une histoire originale de S.H. Barnett
- Photographie : Charles Lang
- Musique : Cy Coleman
- Montage : Ted J. Kent
- Costumes : Ray Aghayan
- Direction artistique : Henry Bumstead, Alexander Golitzen
- Genre : aventure, comédie
- Durée : 118 minutes
- Dates de sortie : 
  - États-Unis : 10 décembre 1964
  - France : 24 février 1965

## Distribution
- Cary Grant (VF : Maurice Dorléac) : Walter Christopher Eckland
- Leslie Caron (VF : Nicole Riche) : Catherine Elizabeth Louise Marie Freneau
- Trevor Howard (VF : Raymond Loyer) : Commander Frank Houghton
- Jack Goode (VF : Philippe Mareuil) : Lieutenant Stebbings (crédité Jack Good)
- Alex Finlayson (VF : Jacques Beauchey) : Dr Bigrave
- Peter Forster (VF : René Bériard) : l'aumônier
- Simon Scott (VF : Marcel Lestan) : capitaine du sous-marin
- Ken Swofford : timonier du sous-marin

Les enfants :
- Sharyl Locke : Jenny
- Pip Sparke : Anne
- Verina Greenlaw : Christine
- Stephanie Berrington : Elizabeth Anderson
- Jennifer Berrington : Harriet MacGregor
- Laurelle Felsette : Angelique
- Nicole Felsette : Dominique